# انفجار در کارخانه رنگ‌سازی آذرشهر
انفجار در کارخانه رنگ‌سازی آذرشهر در یک واحد تولیدی رنگ در شهرک صنعتی آذرشهر در آذربایجان شرقی، به دلیل نشت گاز تزریق شده به مخزن کارخانه صورت گرفت که منجر به مجروح و مصدوم شدن ۶۵ نفر از کارگران این کارخانه شده‌است.

## وضعیت مصدومین حادثه
بر اساس گزارش رسانه‌ها در این حادثه تحت تأثیر حریق برخاسته از این انفجار ۶۵ نفر از کارگران این کارخانه صدمه دیدند که توسط تیم‌های امدادگر به مراکز درمانی در شهرهای تبریز، آذرشهر و اسکو انتقال یافتند. ۲۴ نفر از مصدومین حادثه که به تبریز اعزام شدند به دلیل وضعیت وخیمی که داشتند بستری شده‌اند که حال ۱۰ تن از آنان مساعد نیست.